# Never Gonna Give You Up
Never Gonna Give You Up è un singolo del cantante britannico Rick Astley pubblicato nell'estate del 1987 come primo singolo dell'album di debutto Whenever You Need Somebody. Il brano, scritto e prodotto da Stock, Aitken & Waterman, ha goduto di un grande successo, piazzandosi al primo posto delle classifiche di venticinque paesi.

## Video musicale
Nel video musicale di Never Gonna Give You Up, diretto da Simon West, Astley canta e balla in diversi ambienti cittadini a volte accompagnato da ballerini. Fra i personaggi presenti nel video vi è un barista che, dopo aver sentito Astley cantare, balla e si cimenta in una serie di mosse acrobatiche.

## Rickrolling
Dal 2007, Never Gonna Give You Up è diventata oggetto di un fenomeno di Internet noto come rickrolling. Questo consiste nel postare un link in un forum o una chat, facendo credere che si tratti di un contenuto particolarmente interessante: tale link, eventualmente modificato, porta invece al video musicale della canzone. Con l'aumento del fenomeno, il video originale della canzone ha avuto 1 miliardo di visite.
Nel 2008, Rick Astley è stato premiato con un MTV Europe Music Award al miglior artista di sempre, in seguito al voto collettivo di migliaia di persone su internet e del fenomeno popolare di rickrolling.
Il 28 luglio 2021 il brano è arrivato a un miliardo di visualizzazioni su YouTube e più di 90 milioni di visualizzazioni per lo stesso video sotto il nome di RickRoll'D..

## Altre versioni
- Nel 1997 il gruppo musicale francese 2Be3 ha realizzato una cover della canzone, adottando il nome Toujours là pour toi che ha goduto un considerevole successo in Francia e Belgio.[19]
- Rosario Fiorello ha riproposto una versione cantata in italiano del brano con il titolo Non ti lascerò.[20]
- Il cantante Barry Manilow ha pubblicato una cover di Never Gonna Give You Up nella sua antologia The Greatest Songs of the Eighties.[21]
- Tay Zonday ha riproposto su YouTube una cover della canzone.[22]
- Caitlin Myers, annapantus, LilyPichu e Lizz Robinett hanno realizzato una versione cantata in giapponese della canzone, pubblicata su YouTube e Spotify.[23][24]

## Nella cultura di massa
Su YouTube esistono migliaia di rielaborazioni in versioni audio o video della canzone, o anche semplicemente una piccola scena della canzone che viene fusa con altro materiale esterno creandone un remix audio o visivo a scopo ironico per espandere il meme. Vi sono anche alcune piccole apparizioni/riferimenti in film o episodi di serie televisive, tra cui:
- Nell'episodio Ti presento i miei della serie animata I Griffin, Brian Griffin esegue una versione di Never Gonna Give You Up in una parodia di Ritorno al futuro, in cui lo stesso Brian e Peter viaggiano indietro nel tempo fino agli anni ottanta.[25]
- Nella scena dopo i titoli di coda del film Ralph spacca Internet (2018) c'è un riferimento al Rick Rolling: una voce reclamizza un trailer esclusivo di Frozen 2 (all'epoca in produzione), ma una volta aperto si vede il protagonista del film Ralph cantare Never Gonna Give You Up ballando come nel video.
- Nel film Angry Birds - Il film (2016) quando Grande Aquila mette un disco per incoraggiarsi a prendere il volo, parte la canzone di Never Gonna Give You Up.
- Nel film LEGO Batman - Il film (2017) mentre Batman chiede a Robin di mettere della musica per partire all’attacco, viene selezionata tra i vari pezzi Never Gonna Give You Up nel momento in cui Rick Astley inizia a dire le parole del titolo della canzone.
- Nel film Diario di una Schiappa - la legge dei più grandi (2022), quando Greg deve svegliare e mandare via tutti gli invitati la mattina dopo la festa di Rodrick, mette nella radio Never Gonna Give You Up.

Nell'universo della SCP Foundation, esistono numerosi SCP riguardo Never Gonna Give You Up:
- SCP-ES-001-J Proposta di Zevaxtians ed Extasis: è un documento su delle ricerche su un incidente (l'Incidente ES-001), che se si cercherà di visualizzare, porterà al video musicale di Never Gonna Give You Up.[26]
- SCP-027-FR: è una statua in miniatura di Rick Astley che riproduce in loop Never Gonna Give You Up, con la facoltà di migliorare qualsiasi oggetti che gli si fa toccare.[27]
- SCP-3687: è un numero di telefono che riproduce il brano Never Gonna Give You Up, con la facoltà di mostrare effetti anomali alle persone che hanno avuto un rapporto sessuale.[28]

## Tracce

### 7" single
1. Never Gonna Give You Up – 3:33
2. Never Gonna Give You Up (instrumental) – 3:30

### 12" maxi
1. Never Gonna Give You Up (Cake mix) – 5:46
2. Never Gonna Give You Up (instrumental) – 6:19
3. Never Gonna Give You Up – 3:33
4. Never Gonna Give You Up (Escape to New York mix) – 7:01
5. Never Gonna Give You Up (Escape from Newton mix) – 6:23

### 12"  maxi
1. Never Gonna Give You Up (Cake mix) – 5:48
2. Never Gonna Give You Up (instrumental) – 3:30
3. Never Gonna Give You Up – 3:33

### 12" single
1. Never Gonna Give You Up (Escape from Newton mix) – 6:30
2. Never Gonna Give You Up (Escape to New York mix) – 7:00

## Classifiche
| Classifica (1987-1988)                | Posizione massima |
| ------------------------------------- | ----------------- |
| Australia                             | 1                 |
| Austria                               | 4                 |
| Belgio                                | 1                 |
| Canada (Adult Contemporary)           | 1                 |
| Canada (Top Singles)                  | 1                 |
| Danimarca                             | 1                 |
| Finlandia                             | 1                 |
| Francia                               | 6                 |
| Germania                              | 1                 |
| Irlanda                               | 2                 |
| Italia                                | 3                 |
| Norvegia                              | 1                 |
| Nuova Zelanda                         | 1                 |
| Paesi Bassi (Dutch Top 40)            | 1                 |
| Paesi Bassi (Dutch Top 100)           | 1                 |
| Regno Unito                           | 1                 |
| Spagna                                | 1                 |
| Stati Uniti                           | 1                 |
| Stati Uniti (Adult Contemporary)      | 1                 |
| Stati Uniti (Cashbox Top 100)         | 1                 |
| Stati Uniti (Dance Club Songs)        | 1                 |
| Stati Uniti (Hot Dance Singles Sales) | 1                 |
| Sudafrica                             | 1                 |
| Svezia                                | 1                 |
| Svizzera                              | 2                 |

### Classifiche di fine anno
| Classifica (1987) | Posizione |
| ----------------- | --------- |
| Italia            | 13        |